# I. Kleomenész spártai király
I. Kleomenész (görögül: Κλεομένης), (? – Kr. e. 489) az ókori Spárta királya volt az Agiadák dinasztiájából az i. e. 510-es évektől haláláig. Uralkodása idején Spárta igyekezett kiterjeszteni a hegemóniáját, megerősítette a Peloponnészoszi Szövetséget, beavatkozott az athéni ügyekbe, de távol tartotta magát a ión felkeléstől. A felívelő Perzsa Birodalom fenyegette Spárta hatalmát, de Kleomenész nem támogatott semmilyen provokatív lépést. Az athéni beállítottságú történetírás igen negatív képet festett róla, de valószínűleg kora egyik legnagyobb államférfia volt. Börtönben, furcsa körülmények között halt meg, a spártai hatóságok szerint halálra szabdalta magát.

## Származása és ifjúsága
Kleomenész a spártai kettős királyság két királyi családja közül az első számúnak számító Agiadák közé tartozott. Anaxandridész király fia volt, akinek első feleségétől eleinte nem akart gyereke születni. Az ephoroszok rá akarták kényszeríteni a válásra, nehogy kihaljon a dinasztia, de Anaxandridész nem engedett, erre az ephoroszok felajánlották neki a többnejűség lehetőségét. Második feleségétől – Prinetadész lányától, Khilón rokonságából – született Kleomenész. Hamarosan azonban az első feleség is teherbe esett – a második feleség rokonságának súlyos gyanúsítgatásai közepette – és megszületett Dórieusz, sőt utána még két fiú Leónidasz és Kleombrotosz, míg a második feleségtől nem született több gyerek.

## Spárta királya
Anaxandridész halála után a spártai hagyománynak megfelelően Kleomenész lett a király valamikor Kr. e. 519 és Kr. e. 513 között. Uralkodása korai időszakában Számosz türannosza, Maiandriosz – Polükratész utóda – a perzsák elől menekülve kincsivel együtt Spártától kért segítséget, de Kleomenész nem volt hajlandó segíteni neki a kincsek ellenében sem. Valószínűleg emlékezett a spártaiak korábbi kudarcára, amikor Kr. e. 524 körül segíteni próbáltak számoszi arisztokratáknak abban, hogy elűzzék Polükratészt.
Kr. e. 510-ben Kleomenész elűzte Athénból az utolsó Peiszisztratida türannoszt, Hippiaszt. A Peiszisztratidák korábban Spárta vendégbarátai voltak, de megromlott viszonyuk, mivel azok Argosszal jó viszont ápoltak. Peiszisztratosz felesége is argoszi volt, és második visszatérésekor argoszi katonai segítséget is kapott. Argosz azonban útjában állt Spárta terjeszkedő politikájának. Hippiasz emellett a perzsákkal is jó viszonyt próbált kiépíteni Kr. e. 514, testvére meggyilkolása után, egyes találgatások szerint azért, hogy ha el kell hagynia Athént, legyen hová menekülnie. Ez is döntő momentum lehetett abban, hogy Spárta szakított a Peiszisztratidákkal. Kr. e. 510-ben Kleomenész személyesen vezette a spártai fősereget Athén ellen és a türannosz – lemondása fejében – családjával és vagyonával együtt száműzetésbe vonult. Kleomenész ezután Iszagorasz és az Alkmaiónida Kleiszthenész hatalmi harcában Iszagoraszt támogatta, de végül Kleiszthenész, a demokratikus reformok atyja győzött.
Kleomenésznek legnagyobb katonai sikerét sikerült elérnie, amikor Szépeia mellett legyőzte az argoszi hadsereget, amelyik 6000 hoplitát vesztett Hérodotosz szerint. Bizonytalan azonban, hogy ez Kleomenész uralkodásának melyik részében történt.
Kr. e. 499-ben, a ión felkelés kirobbantója, Arisztagorasz milétoszi türannosz kért segítséget Spártától, de Hérodotosz szerint ezt Kleomenész elutasította. Egyrészt nyilván nem akart egy bizonytalan kalandba belemenni, másrészt nem is dönthetett egyedül ilyen horderejű kérdésben a másik király és az ephoroszok nélkül. Hérodotosz ezt mindenesetre Kleomenész görögöket eláruló magatartásaként állította be.
Kr. e. 492/491-ben Aigina behódolt Dareiosznak, a perzsa követeknek ennek jegyében földet és vizet nyújtottak át. Athén emiatt bevádolta Aiginát Spártánál, mint a Peloponnészoszi Szövetség vezetőjénél. Kleomenész Aiginába ment, hogy megbüntesse a felelősöket, de a város nem adta ki neki a felelősöket, a város vezető polgárait. Erre a másik spártai király, az eurüpóntida Démaratosz biztatta Aiginát. Kleomenész hazatért és lemondatta Démaratoszt, kihasználva a származásáról szóló pletykákat, s aki helyett Leóthükidasz lett a király. Ezután viszont Kleomenésznek kellett menekülnie, és szervezkedni kezdett Spárta ellen. Erre hazahívták, és vitatott körülmények között, börtönben vesztette életét.

## Utókora
Halála után az Agiadák ágán féltestvére, I. Leónidasz, a későbbi thermopülai hős követte a trónon, aki Kleomenész egyetlen lányát, Gorgót vette feleségül.
Mivel legfontosabb történetírói forrásaink athéniak, mint pl. Thuküdidész, vagy Athénnal baráti viszonyban voltak, mint az Alkmaiónida Periklész vendége, Hérodotosz, ezért az utókor számára valószínűleg igen egyoldalúan negatív maradt Kleomenészről, aki korának valószínűleg egyik legnagyobb államférfia volt. Démaratosz egyébként a perzsákhoz menekült lemondatása után, és Xerxész tanácsadója lett a görögök elleni háborújában, ő Hérodotosznál mégis kevésbé negatív – inkább pozitív – személyiség, mint Kleomenész.